# Estàndard de construcció WELL
WELL Building Standard (WELL) és un programa de certificació d'edificis saludables, desenvolupat per l'International WELL Building Institute PCB (IWBI), una corporació de benefici públic registrada a Califòrnia.

## Història
El WELL Building Standard va començar l'any 2013 per Paul Scialla de l'empresa Delos, convertint-se en el primer estàndard de benestar enfocat, administrat per l'International WELL Building Institute (IWBI). Green Business Certification Inc. de la certificació LEED és un WELL certificat per tercers. El 2016, més de 200 projectes en 21 països van adoptar la certificació.

## Principis i conceptes
WELL v2 va complir les millors pràctiques en quatre principis, basats en l'evidència, verificables, implementables i centrats en comentaris. Els principis de WELL v2 són equitatius, globals, basats en evidències, tècnicament robusts, centrats en el client i resilients. WELL és un sistema basat en el rendiment que la verificació del rendiment la completa un agent de proves de rendiment WELL autoritzat.

## Certificació
Hi ha dos tipus de certificacions, la certificació WELL per a propietaris i la certificació WELL Core. El nucli WELL és per als edificis que proporcionen una ocupació d'arrendatari superior al 75%, i no és necessari per aconseguir punts mínims de totes les assignatures.
El nivell WELL Silver, Gold i Platinum ha d'aconseguir almenys 1, 2 i 3 punts per assignatura, però el WELL Bronze no té una regla de punts mínims. Per al nucli WELL, no hi ha un punt mínim.
El requisit de punts d'optimització de WELL Bronze, Silver, Gold i Platinum oscil·la entre 40, 50, 60 i 80 punts. El sistema de qualificació limita 12 punts per assignatura, excepte la Innovació que limita a 10 punts. El total de punts no ha de ser superior a 100.

## Avaluació
Els edificis certificats WELL han de superar tots els requisits de condicions prèvies i podrien obtenir punts d'optimització disponibles dels subjectes d'ampliació.
| Àrea d'avaluació | Condicions prèvies | Punts d'optimització |
| ---------------- | --- | -------------------- |
| Aire             | qualitat de l'aire interior, ambient lliure de fum, disseny de ventilació adequat, gestió de la contaminació de la construcció                 | 18                   |
| Aigua            | indicador de qualitat de l'aigua, qualitat de l'aigua potable, seguiment de la qualitat de l'aigua i gestió de la legionel·la                  | 14                   |
| Alimentació      | disponibilitat i visibilitat de fruites i hortalisses                                                                                          | 16                   |
| Llum             | L'exposició a la llum per la llum del dia o la il·luminació circadiana, proporciona comoditat visual i millora l'agudesa visual                | 18                   |
| Moviment         | facilitar l'exercici, estació de treball de disseny ergonòmic                                                                                  | 21                   |
| Confort tèrmic   | ambient tèrmic acceptable | 16                   |
| So               | pla de disseny acústic i etiqueta de zones acústiques                                                                                          | 18                   |
| Material         | restricció, gestió i tractament de materials perillosos com ara arsenat de coure cromat, amiant, mercuri, bifenil policlorat i plom            | 18                   |
| Ment             | proporcionar suport a la salut mental, integrar l'art i la cultura de la natura locals                                                         | 19                   |
| Comunitat        | comunicació de la funció WELL als usuaris, disseny integrador per part de les parts interessades, gestió d'emergències, enquestes als ocupants | 43                   |
| Innovació        | - | 28                   |
| Total de punts   | | 229                  |

## Aire
Com que els usuaris passen el 90% del temps a l'interior, poden exposar-se a contaminacions de l'aire interior que provoquen mals de cap, gola seca, irritació ocular, secreció nasal, atacs d'asma, infecció per bacteris legionel·la i intoxicació per monòxid de carboni. Cada any provoca milers de morts per càncer i 100.000 problemes respiratoris. Els costos evitables als EUA podrien superar els 100.000 milions de dòlars anuals, el 45% pel radó i el tabac i el 45% per la pèrdua de productivitat i el 10% per les malalties respiratòries. Són habituals fonts de combustió com ara espelmes, tabac, estufes, forns, xemeneies que produeixen monòxid de carboni, diòxid de nitrogen i partícules petites. Els mobles, teixits, productes de neteja emeten compostos orgànics volàtils (COV). Es podria resoldre eliminant les fonts de problemes i dissenyant solucions. La contaminació de l'aire va provocar 7 milions de morts prematures, uns 600.000 d'elles eren nens menors de 5 anys el 2012.

## Aigua
WELL Water pretén augmentar la taxa d'hidratació adequada a l'edifici i reduir els riscos deguts a l'aigua contaminada. El cos humà és dos terços d'aigua, la ingesta d'aigua recomanada és d'entre 2 i 3,7 litres al dia per permetre que la respiració, la transpiració i l'excreció funcionin. L'aigua amb alt nitrat pot perjudicar el transport d'oxigen en els nadons, provocant un deteriorament del neurodesenvolupament. El trihalometan (THM) i els àcids haloacètics (HAA) a l'aigua poden causar càncer. El control de la legionel·la és necessari en sistemes de refrigeració i banyeres d'hidromassatge. Els materials no han de suportar el creixement de floridura. Ben dissenyat el bany, un millor rentat de mans condueix a reduir els riscos de malalties entèriques i respiratòries.

## Alimentació
El concepte WELL Nourishment admet patrons d'alimentació saludables i sostenibles accedint més a fruites i verdures i limitant els aliments altament processats, impulsant els usuaris a triar millors opcions. Respostes deficients en nutrició a la mort d'una de cada cinc persones a tot el món. L'alimentació no saludable és pitjor que la combinació de drogues, alcohol i tabac. Les dietes solen ser baixes en fruites, verdures, cereals integrals, fruits secs i llavors, però en canvi s'inunden amb aliments altament processats com ara sucres i olis refinats. El 2019, la Comissió EAT-Lancet va desenvolupar la millor opció alimentària. En desenvolupar condicions ambientals que influeixen en els usuaris per canviar les dietes amb un enfocament holístic i polítiques de suport.

## Llum
El concepte WELL Light pretén crear una il·luminació que redueixi la interrupció circadiana per millorar la qualitat del son, l'estat d'ànim i la productivitat. Els humans condueixen diürns mitjançant sistemes circadians o rellotge intern. La seva interrupció condueix a obesitat, diabetis, depressió, càncer de mama, trastorns metabòlics i del son. La llum insuficient pot provocar interrupcions.

## Moviment
Promoure l'activitat física mitjançant la creació d'oportunitats a través dels espais suposa un impacte substancial per reduir el risc de mort en un 10% i un 25%, que més de mig milió i un milió de persones a tot el món no haurien mort a causa de la inactivitat. L'esperança de vida global podria augmentar en 0,68 anys. La inactivitat física condueix a la mort prematura i a malalties cròniques, diabetis tipus II, malalties cardiovasculars, depressió, ictus, demència i càncer. El 23% dels adults del món estan inactius a causa de l'augment de la urbanització i el desenvolupament econòmic. A nivell mundial, assegut o sedentari, una mitjana de 3-9 hores diàries entre els adults relacionats amb les malalties esmentades.

## Confort tèrmic
Enfocament i intervenció holística per ajudar a dissenyar edificis centrats en el malestar tèrmic individual, que és subjectiu en les mateixes condicions. Talla única no és apte per a persones grans. El control tèrmic personal s'ha d'utilitzar per millorar la productivitat i disminuir la síndrome de l'edifici malalt. A causa del gran nombre de persones, les condicions de confort tèrmic haurien de crear una satisfacció bàsica per al major nombre de persones. Està influint molt en els usuaris i un dels majors impactes en la motivació, l'alerta, l'enfocament i l'estat d'ànim. Hauria de proporcionar un entorn tèrmic acceptable a un mínim del 80% dels usuaris, de fet només l'11% va complir la satisfacció humana acceptada als EUA, i el 41% va ser una insatisfacció que va perjudicar el negoci. Els empleats tenen un rendiment un 15% més pobre en condicions de calor i un 14% més pobre en condicions de fred.

## So
Proporcionar un enfocament holístic per abordar la comoditat acústica d'un espai, mesurant la satisfacció dels usuaris per la resposta humana a les vibracions mecàniques a través d'un medi, com l'aire. Les alteracions del son, la hipertensió, la reducció de les habilitats aritmètiques mentals en els nens són causades pel soroll exterior i la climatització, els sorolls dels electrodomèstics. El risc d'infart de miocardi pot ser causat pel soroll del trànsit a la nit. Els mals temps de reverberació i els nivells de so de fons poden afectar la intel·ligibilitat de la parla en àrees educatives on la comprensió auditiva és vital per a la retenció de la memòria. La planificació i la posada en marxa d'un sistema HVAC aïllat i equilibrat és una base ferma per al nivell de soroll de fons previst. L'addició d'elements de façana com la massa i el vidre, segellar buits i proporcionar espai aeri entre espais tancats pot augmentar la comoditat dels ocupants. La substitució de superfícies dures per materials absorbents millora la projecció de la parla i la privadesa acústica. El sistema d'emmascarament de so proporciona nivells de so de fons consistents, augmenta la relació senyal-soroll per augmentar la privadesa.

## Materials
Foment de l'ús de productes i pràctiques de neteja de baix risc que redueixin l'impacte en la salut, mitigació de la contaminació i salut pública, gestió de residus, pesticides de baix risc. Per a alguns materials tòxics i propensos a la bioacumulació que porten productes químics antics com el plom que van suposar un milió de morts el 2017. El CCA en estructures de fusta pot lixiviar arsènic al sòl on els nens poden estar exposats. Els nous materials com els compostos alquils perfluorats (PFC), els ortoftalats, alguns metalls pesants i els retardants de flama halogenats (HFR) són superiors, però causen un impacte negatiu en la salut. Els compostos orgànics volàtils (COV) són tan comuns en aïllants, pintures, recobriments, adhesius, mobles i mobles, productes de fusta composta i sòls que causen problemes respiratoris i riscos de càncer. Dues solucions són augmentar el coneixement dels materials i promoure l'avaluació i la selecció per minimitzar els impactes.

## Ment
S'estima que el problema de salut mental el 14,3% de les morts a tot el món, 8 milions de morts a l'any, inclòs el consum de substàncies, afecten el 13% de la càrrega mundial de malaltia i el 32% dels anys viscuts amb discapacitat. El consum d'alcohol i drogues és una mort molt prematura, només l'alcohol afecta 3,3 milions de morts i un 5% de la càrrega mundial de malaltia. La depressió i l'ansietat ocupa el primer i sisè lloc de la càrrega mundial de malaltia, amb la depressió que representa el 4% de la càrrega global de la malaltia i causa la discapacitat més gran del món.